# Tetrijeb
Tetrijebi (lat. Tetrao) su rod šumskih ptica iz reda kokoški (Galliformes) koji obuhvaća četiri vrste. Znanstvena zajednica nije jedinstvena o statusu porodice, pa se tako u starijim sistematikama svrstava u porodicu Tetraonidae, dok ju danas veći dio zajednice smatra potporodicom (Tetraoninae) porodice fazanki, Phasianidae. 
Tetrijebi uglavnom naseljavaju vrhove planina. Ženke tetrijeba imaju perje crvenkastostosive boje s crnim prugama, dok su mužjaci različito obojeni i imaju znatno bogatije perje. Nastanjuju najčešće mirnija staništa, a hrane se pupoljcima, sjemenkama, šumskim voćem, različitim vrstama kukaca i sl.
Sezona parenja ovih ptica obuhvaća period od sredine ožujka do kraja svibnja. Mužjaci vode borbu za ženke i nastoje skupiti što veće jato ženki. Nakon parenja jedinke se razilaze. Ženka snese 4-12 jaja i na njima leži 28 dana.
Prirodni neprijatelji tetrijeba su lisica, sove, divlja mačka i dr.

## Sistematika
- Tetrijeb ruševac, Tetrao tetrix
- Kavkaski tetrijeb, Tetrao mlokosiewiczi
- Tetrijeb gluhan, Tetrao urogallus
- Tetrao parvirostris